# Долгинихинский сельсовет
Долгинихинский сельсовет — упразднённая административно-территориальная единица, существовавшая на территории Московской губернии и Московской области в 1925—1939 годах.
Долгинихинский сельсовет был образован 23 ноября 1925 года в составе Трудовой волости Московского уезда Московской губернии путём выделения из Рождественского с/с.
По данным 1926 года в состав сельсовета входили деревни Долгиниха-I, Долгиниха-II, Канаиха и Поседкино.
В 1929 году Долгинихинский с/с был отнесён к Коммунистическому району Московского округа Московской области.
20 мая 1930 года из Рождественского с/с в Долгинихинский было передано селение Рождествено.
27 февраля 1935 года Долгинихинский с/с был передан в Дмитровский район.
17 июля 1939 года Долгинихинский с/с был упразднён. При этом его территория (селения Бяконтово, Долгиниха, Канаиха, Поседкино и Рождествено) была передана в Протасовский с/с.